# Championnats d'Europe de judo 1987
Navigation
Édition précédente Édition suivante
La 36e édition des championnats d'Europe de judo s'est déroulée du 7 au 10 mai 1986 à Paris, en France et a regroupé pour la première fois judokas masculins et féminins.  

Pour ce qui est des deux épreuves par équipes (masculine et féminine), elles ont eu lieu le 10 octobre, en France, à Paris (voir article connexe).

## Résultats

### Hommes
| Épreuves             | Or                                | Argent                           | Bronze                                                                              |
| -------------------- | --------------------------------- | -------------------------------- | ----------------------------------------------------------------------------------- |
| - 60 kg super-légers | Patrick Roux France               | Jazret Tletseri Union soviétique | Neil Eckersley Royaume-Uni Helmut Dietz Allemagne de l'Ouest                        |
| - 65 kg mi-légers    | Jean-Pierre Hansen France         | Dragomir Becanovic Yougoslavie   | Sergey Kosmynin Union soviétique Tamás Bujkó Hongrie                                |
| - 71 kg légers       | Wiesław Błach Pologne             | Richard Melillo France           | Steffen Stranz Allemagne de l'Ouest Sven Loll Allemagne de l'Est                    |
| - 78 kg mi-moyens    | Bashir Varayev Union soviétique   | Jean-Michel Berthet France       | Andrzej Sadej Pologne Peter Reiter Autriche                                         |
| - 86 kg moyens       | Fabien Canu France                | Densign White Royaume-Uni        | Peter Seisenbacher Autriche Viktor Poddubni Union soviétique                        |
| - 95 kg mi-lourds    | Koba Kurtanidze Union soviétique  | Roger Vachon France              | Marc Meiling Allemagne de l'Ouest Robert Van De Walle Belgique                      |
| + 95 kg lourds       | Mihai Cioc Roumanie               | Clemens Jehle Suisse             | Akaki Kibordzalidze Union soviétique Alexander von der Groeben Allemagne de l'Ouest |
| Toutes catégories    | Grigori Verichev Union soviétique | Roger Vachon France              | Andrzej Basik Pologne Jochen Plate Allemagne de l'Ouest                             |

### femmes
| Épreuves             | Or                            | Argent                              | Bronze                                                             |
| -------------------- | ----------------------------- | ----------------------------------- | ------------------------------------------------------------------ |
| - 48 kg super-légers | Karen Briggs Royaume-Uni      | Anna Chodakowska Pologne            | Martine Dupond France Anita van der Pas Pays-Bas                   |
| - 52 kg mi-légers    | Dominique Maaoui-Brun France  | Edith Hrovat Autriche               | Sharon Rendle Royaume-Uni Alessandra Giungi Italie                 |
| - 56 kg légers       | Catherine Arnaud France       | Ann Hughes Royaume-Uni              | Maria Gontowicz-Szałas Pologne Regina Philips Allemagne de l'Ouest |
| - 61 kg mi-moyens    | Bogusława Olechnowicz Pologne | Chita Gross Pays-Bas                | Diane Bell Royaume-Uni Gabi Ritschel Allemagne de l'Ouest          |
| - 66 kg moyens       | Chantal Han Pays-Bas          | Karin Krüger Allemagne de l'Ouest   | Jolanta Adamczyk Pologne Michèle Lionnet France                    |
| - 72 kg mi-lourds    | irene de Kok Pays-Bas         | Ingrid Berghmans Belgique           | Stefania Drzewicka Pologne Annamaria Colagrossi Italie             |
| + 72 kg lourds       | Isabelle Paque France         | Angelique Seriese Pays-Bas          | Karin Kutz Allemagne de l'Ouest Ángela Medina Espagne              |
| Toutes catégories    | Ingrid Berghmans Belgique     | Regina Sigmund Allemagne de l'Ouest | irene de Kok Pays-Bas Laëtitia Meignan France                      |

## Tableau des médailles
| Rang | Nation               | Or | Argent | Bronze | Total |
| ---- | -------------------- | -- | ------ | ------ | ----- |
| 1    | France               | 6  | 4      | 3      | 13    |
| 2    | Union soviétique     | 3  | 1      | 3      | 7     |
| 3    | Pays-Bas             | 2  | 2      | 2      | 6     |
| 4    | Pologne              | 2  | 1      | 5      | 8     |
| 5    | Royaume-Uni          | 1  | 2      | 3      | 6     |
| 6    | Belgique             | 1  | 1      | 1      | 3     |
| 7    | Roumanie             | 1  | 0      | 0      | 1     |
| 8    | Allemagne de l'Ouest | 0  | 2      | 8      | 10    |
| 9    | Autriche             | 0  | 1      | 2      | 3     |
| 10   | Yougoslavie          | 0  | 1      | 0      | 1     |
| 10   | Suisse               | 0  | 1      | 0      | 1     |
| 12   | Italie               | 0  | 0      | 2      | 2     |
| 13   | Espagne              | 0  | 0      | 1      | 1     |
| 13   | Hongrie              | 0  | 0      | 1      | 1     |
| 13   | Allemagne de l'Est   | 0  | 0      | 1      | 1     |
|      |                      | 16 | 16     | 32     | 64    |

## Sources
- Podiums complets sur le site JudoInside.com.

- Podiums complets sur le site alljudo.net.

- Podiums complets sur le site Les-Sports.info.